# Gamu
Gamu (Filipino: Bayan ng Gamu) ist eine philippinische Stadtgemeinde in der Provinz Isabela, Verwaltungsregion II, Cagayan Valley. Sie hat 29.904 Einwohner (Zensus 1. August 2015), die in 16 Barangays lebten. Sie wird als Gemeinde der vierten Einkommensklasse auf den Philippinen und als teilweise urbanisiert eingestuft.
Gamu liegt im Zentrum der Provinz. Die Gemeinde liegt am Fuß des Gebirgsmassives der Cordillera Central im Westen und der Sierra Madre im Osten, im Tal des Cagayan-Rivers. Sie liegt 395 km nördlich von Manila und ist über den Marhalika Highway erreichbar. Der nächste Flughafen liegt in Cauayan City, dieser wird von der Fluglinie Cebu Pacific viermal die Woche angeflogen. Ihre Nachbargemeinden sind Reina Mercedes und Naguilian im Süden, Ilagan City im Osten, Burgos im Westen, Quirino im Norden.
In Gamu befinden sich die St. Rose de Lima Church, das St. Claire Monastery und der Shrine of Our Lady of the Visitation of Guibang.

## Baranggays
| - Barcolan - Buenavista - Dammao - District I - District II - District III - Furao - Guibang | - Lenzon - Linglingay - Mabini - Pintor - Rizal - Songsong - Union - Upi |